# 바스프
바스프 SE(독일어: BASF SE)는 독일의 화학 관련 기업이다. 1865년에 프리드리히 엥겔호른 외 3인이 루트비히스하펜에 바디셰 아닐린 운트 소다 파브릭'(독일어: Badische Anilin & Soda Fabrik)을 전신으로 설립된 이후, 플라스틱, 기능성 제품, 농화학, 정밀화학, 석유화학 등 다양한 분야에서 제품과 솔루션을 제공하는 글로벌 화학 기업이다.

## 개요
처음 바스프는 합성 염료산업에서 시작했는데, 이후 질소 비료 등 다양한 화학산업 분야로 사업을 확장하였다. 1951년에는 발포폴리스틸렌 제품인 ‘스티로폴(Styropor ®)'을 개발했는데, 이는 세계적인 성공을 거두어 일반적인 단열재 및 완충포장재의 고유 명사가 되었다. 현재 바스프는 루드빅스하펜에 본사를 두고 있고, 프랑크푸르트, 런던, 취리히 증권 거래소에 상장되어 있다. 전 세계적으로 석유, 천연가스, 화학제품, 비료, 플라스틱, 합성섬유, 염료와 안료, 칼륨 및 소금, 인쇄용품, 전자녹음기 부품, 화장품 주성분, 약품 및 기타 관련 설비와 제품 등 약 8000여개 이상의 제품을 생산하고 있으며, 2012년 기준 약 787억 유로의 매출을 달성했다.
바스프는 1954년에 국내 첫발을 내디뎠으며, 1998년 국내 3개 계열사를 통합하며 한국바스프주식회사를 설립했다. 석유화학, 폴리우레탄, 정밀화학 및 기능성 제품을 국내외에 제공하고 있다. 대한민국 서울특별시 남대문에 본사를 두고 있으며, 울산광역시, 여수시, 안산시, 군산시, 예산군에 생산 공장을 두고 있으며 화성시, 안산시, 시흥시, 수원시 등에 기술 연구소를 두고 있다. 또한 서울특별시에 BASF 아태지역 전자소재 사업부 본사를 두고 있다.

## 역사
바스프(BASF)의 창설 주역은 금세공업자이자 콜타르 염료 제조업자였던 프리드리히 엥겔호른(1821~1902)로, 1865년 만하임에 기초재부터 완성품까지 전 과정의 화학제품을 생산하는 최초의 염료 제조업체인 바디셰아닐린운트소다제조회사로 설립되었다. 1925년 세계 최대의 화학공업 콘체른 이게파르벤(IG Farben)에 포함되어 있었으며 1945년 이 콘체른이 연합군에 해체되면서 1952년 바디셰아닐린운트소다제조회사로 다시 설립되었다. 이후 1973년부터 바스프로 이름을 변경하였다. 2015년 현재의 로고를 변경했다.

## 페어분트(Verbund) 시스템
바스프는 물류 및 공급 사슬망이 중요한 역할을 하는데, 이것이 바스프 발전의 발판이 되었다. 페어분트(Verbund)란 독일어로 Integration, Combination, Interconnection, Network의 의미를 가지고 있다. 즉, 수직·수평적 계열화를 통한 통합적 생산체계를 의미한다. 바스프는 본사인 루트비히스하펜, 미국의 프리포트와 가이스마, 벨기에의 앤트워프, 말레이시아의 콴탄, 중국의 난징, 총 6개 도시에 대규모의 페어분트 시스템 공단을 가지고 있으며, 가장 큰 규모인 독일의 루드비히스하펜의 경우 세계에서 가장 큰 규모의 복합화학공단으로 여의도보다 더 큰 면적을 자랑한다.
페어분트 시스템은 전 공장을 파이프로 연결함으로써 원자재 수송에 있어서 발생되는 낭비와 비효율성을 최소화하는 시스템이다. 공정 간을 자연스럽게 연결함으로써 방출되는 열에너지를 효율적으로 사용하게끔 만들어 주는데, 루트비히스하펜의 페어분트의 경우 연간 5억 유로, 전 세계적으로는 연간 180만 톤의 석유 절감 효과를 나타내고 있다.

## 공장 및 사업장 및 사택
- 서울사무소: 서울특별시 중구 세종대로 39 대한상공회의소빌딩 15층~16층
- 아태지역 전자소재 R&D센터: 경기도 수원시 장안구 서부로 2066 제1연구센터 2층
- 안산코팅기술연구소: 경기도 안산시 상록구 해안로 705 경기테크노파크 지원편의동 4층
- 안산CAE연구소: 경기도 안산시 단원구 신원로 171
- 동탄기술연구소: 경기도 화성시 삼성1로2길 39
- 안산공장: 경기도 안산시 단원구 신원로 171
- 예산공장: 충남 예산군 삽교읍 산단1길 25
- 군산공장: 전북 군산시 외항4길 57
- 여수공장: 전남 여수시 여수산단2로 284
- 여수공장 사택: 전남 여수시 소호4길 33
- 울산화성공장: 울산광역시 남구 신여천로 27
- 울산유화공장: 울산광역시 남구 상개로 143
- 코오롱바스프이노폼 김천공장: 경북 김천시 공단3길 64
- 바스프퍼포먼스폴리아마이드코리아 온산공장: 울산광역시 울주군 온산읍 공단로 160

## 같이 보기
- 다우 케미칼
- 유니온 카바이드